# Oblast' di Akmolinsk
L'oblast' di Akmolinsk (ex OKOMFORTUSK) era un'oblast (provincia) dell'Impero russo. Corrispondeva grosso modo alla maggior parte dell'attuale Kazakistan settentrionale e alla parte meridionale dell'oblast' di Omsk in Russia. In passato fece parte del Khanato di Kazach. Fu creata dopo la divisione dell'oblast' kirghisa di Siberia nelle oblast' di Aqmola e Semireč'e il 21 ottobre 1868.  Il suo centro amministrativo era ad Omsk e consisteva negli uezd di Akmolinsk, Atbasar, Kokchetav, Omsk e Petropavlovsk. Confinava con il governatorato di Tobolsk a nord, l'oblast di Semipalatinsk a est, l'oblast' di Semireč'e a nord-est, l'oblast' di Syr-Darya a sud, l'oblast di Turgay a sud-ovest e il governatorato di Orenburg a nord-ovest.

## Demografia
Nel 1897, 682.608 persone popolavano l'oblast. I kazaki costituivano la maggioranza etnica della popolazione. Minoranze significative erano costituite da russi e ucraini. Il totale degli abitanti di lingua turca era 438.889 (64,2%).

### Gruppi etnici nel 1897
| TOTALE  | 682.608 | 100%  |
| ------- | ------- | ----- |
| Kazaki  | 427.389 | 62,6% |
| Russi   | 174.292 | 25,5% |
| Ucraini | 51.103  | 7,5%  |
| Tatari  | 10.819  | 1,6%  |

Dopo la sconfitta dell'Armata Bianca nella guerra civile russa, il 3 gennaio 1920 l'oblast' fu ribattezzata Governatorato di Omsk.